# Nachrodt-Wiblingwerde
Nachrodt-Wiblingwerde ist eine Gemeinde in Nordrhein-Westfalen, Deutschland. Sie liegt im Sauerland und gehört zum Märkischen Kreis. Weite Flächen auf den Höhen des Lennegebirges und das enge Tal der Lenne prägen das Gemeindegebiet. Im frühen 19. Jahrhundert begannen sich im derzeitigen Gemeindegebiet metallverarbeitende Betriebe anzusiedeln. Mittelständische Unternehmen im Bereich der Metallverarbeitung sind auch heute noch ansässig. Die Gemeinde entstand 1907 aus dem Zusammenschluss der Gemeinden Kelleramt (seither Nachrodt genannt) und Wiblingwerde. Der Ortsteil Wiblingwerde ist staatlich anerkannter Erholungsort.

## Geographie

### Lage
Nachrodt-Wiblingwerde liegt im Westen des Märkischen Kreises am nordwestlichen Rand des Sauerlands. Die nächste Großstadt ist das benachbarte Hagen, das schon zum Randgebiet des Ruhrgebiets gehört. Das Gemeindegebiet ist geprägt vom engen Tal der Lenne und den weiten Flächen auf den Höhen des Lennegebirges.
Die Gemeinde entstand aus zwei sehr verschiedenen amtsangehörigen Gemeinden. Zum einen liegt Nachrodt mit einigen Ortsteilen im Tal der Lenne zwischen Altena und Iserlohn-Letmathe, während Wiblingwerde auf dem westlichen Höhenzug des Lennegebirges liegt, zwischen Nachrodt, Hohenlimburg und Lüdenscheid. Es bezeichnet sich als das „höchste Kirchdorf im Märkischen Kreis“. Im Kreisgebiet ist Nachrodt-Wiblingwerde mit 29 km² flächenmäßig die kleinste Gemeinde.
Der niedrigste Punkt im Gemeindegebiet liegt im Lennetal nördlich von Nachrodt auf 128 m ü. NN. Der höchste Punkt befindet sich auf dem Lohhagen am Südrand von Wiblingwerde auf einer Höhe von 495 m ü. NN.

### Geologie
Nachrodt-Wiblingwerde liegt am Nordrand des Rheinischen Schiefergebirges. Langgestreckte Höhenzüge und tief eingeschnittene Täler zeichnen die waldreiche Mittelgebirgslandschaft.

### Ausdehnung des Gemeindegebietes
Das Gemeindegebiet erstreckt sich rund 8 km in Nord-Süd-Richtung und rund 6 km in West-Ost-Richtung.
Von den 2903 ha (Hektar) Gemeindefläche entfallen 356 ha auf Siedlungs- und Verkehrsflächen, 1645 ha auf Wald (56,7 % der Gesamtfläche), 869 ha auf landwirtschaftliche Flächen sowie 34 ha auf Wasser- und sonstige Flächen.

### Nachbargemeinden
Nachbargemeinden von Nachrodt-Wiblingwerde sind im Norden und Nordosten Iserlohn, im Osten Altena, im Südwesten Schalksmühle (alle im Märkischen Kreis) und im Westen die kreisfreie Stadt Hagen.

### Gemeindegliederung
Die Gemeinde besteht aus den Ortsteilen Nachrodt, Obstfeld-Langenstück, Obstfelder Stall-Schmalsgotte, Einsal, Helbecke-Opperhusen, Wiblingwerde und Veserde.
Im Lennetal liegen neben Nachrodt Obstfeld, Einsal und Opperhusen. Auf dem Bergrücken liegen Wiblingwerde, Veserde und Brenscheid. Daneben gibt es eine Vielzahl Höfe im Tal und auf dem Berg, unter anderem Holensiepen, Helbecke, Rennerde, Sassenscheid, Eilerde, Totenhelle, Deierte, Veserde, Wörden, Hallenscheid, Brenscheid, Brenscheidermühle, Hahn, Haste, Herlsen und Oevenscheid.

### Klima
Nachrodt-Wiblingwerde liegt in einer gemäßigten Klimazone mit ozeanisch beeinflusstem Höhenklima. Die Winter sind relativ mild und regnerisch, die Sommer feucht und frisch. Die Niederschlagsmengen liegen bei etwa 900 bis 1000 mm/Jahr.
Bei Hochdruckwetter kommt es in der kalten Jahreszeit häufig zu Inversionswetterlagen und zu Strahlungsnebel in den Tälern.

## Geschichte

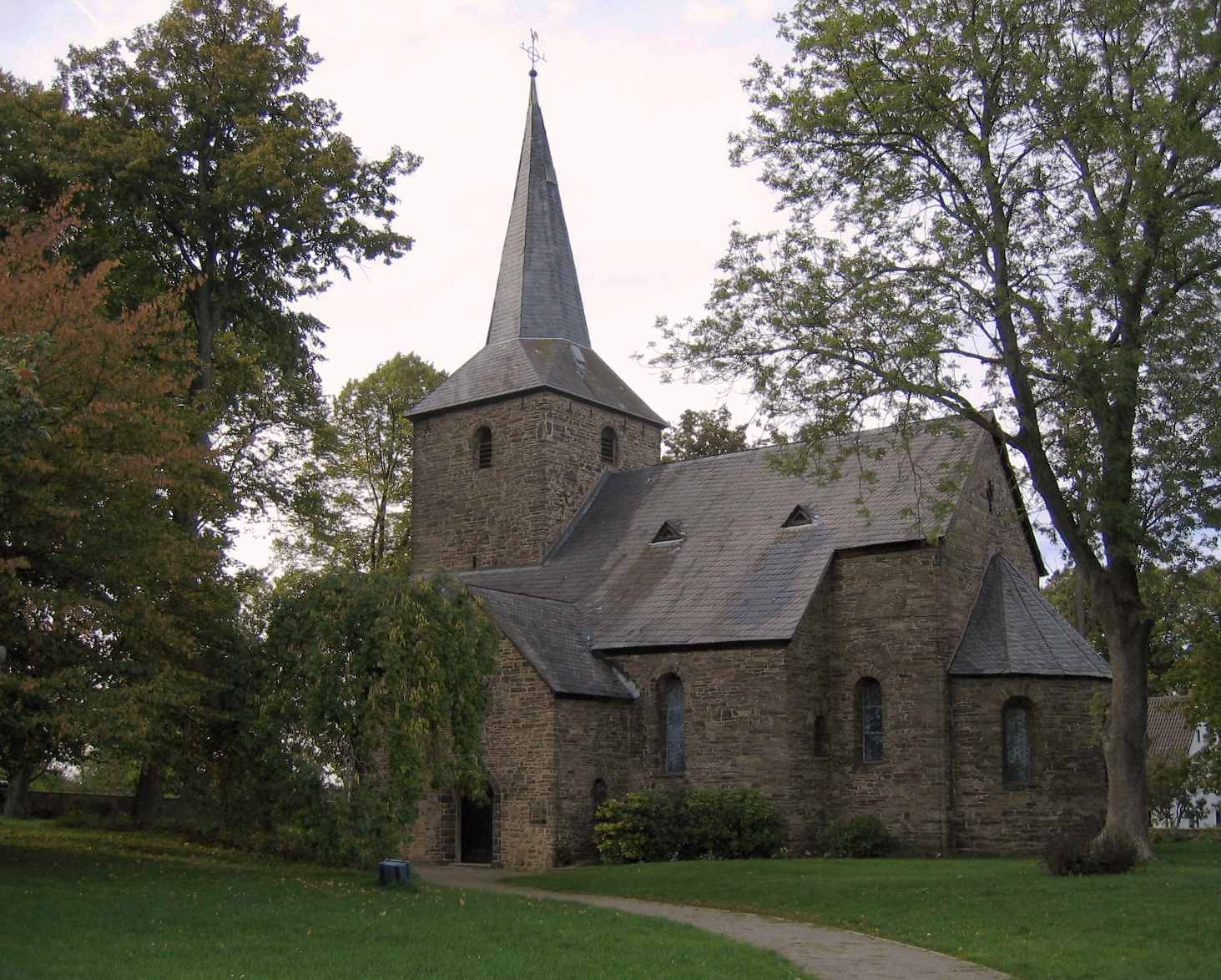
Dorfkirche St. Johannes im Ortsteil Wiblingwerde

Bodenfunde belegen eine Besiedlung Wiblingwerdes im 9. Jahrhundert. Wahrscheinlich zur Zeit Karls des Großen wurden dort eine Kapelle und ein Curtis gegründet. Ein Curtis hatte in karolingischer Zeit regelmäßige Zahlungen an den königlichen Hofstaat zu dessen Versorgung zu leisten.
Im 13. Jahrhundert wurde die Johanneskirche, wohl als Nachfolgerin der alten Kapelle, in Wiblingwerde errichtet. Das Dorf tauchte 1316 im Abgabenverzeichnis an die Kölner Kirche, dem „liber valoris ecclesiarum Coloniensis deioeccesis“, auf. Es gehörte zum Dekanat Lüdenscheid.
Graf Engelbert II. von der Mark verlor Reichsgüter in dieser Gegend, die der König Ludwig der Bayer dem Grafen Dietrich von Kleve am 22. Mai 1317 als Lehen übertrug, darunter das „curtem dictam Web(elg)engwerde“.
Eine erste Erwähnung der Ortschaften im Lennetal stammt aus dem Jahr 1423, als der Hof Einsal genannt wurde, sowie 1510 der Hof Obstfeld.
Haus Nachrodt geht etwa auf das Jahr 1600 zurück. Die größten Höfe im 17. Jahrhundert waren das Kelleramtsgut Opperhusen (ab 1662 belegt) und Helbecke zwischen Opperhusen und Einsal, das ab 1666 sicher belegt ist. Ein Vorläufer „älteres Haus Helbecke“ soll bereits 1535 bestanden haben. Der Hof diente wie auch umliegende Höfe der Versorgung der Burg Altena.
In den Jahren 1663, 1690 und 1703 kam es in Wiblingwerde zu größeren Bränden. Am 29. Dezember 1709 brannte fast der ganze Ort nieder. Auch das Pfarrhaus, das Dach und die Turmspitze der Wiblingwerder Kirche wurden ein Opfer der Flammen. Daher sind aus der Zeit davor nur noch wenige schriftliche Dokumente erhalten geblieben.

Eduard Schmidt Puddel- und Walzwerke in Nachrodt (um 1900, als sie bereits zur Westfälischen Union gehörten)

Im frühen 19. Jahrhundert begannen sich im heutigen Gemeindegebiet metallverarbeitende Betriebe anzusiedeln, so unter anderem die Eduard Schmidt Puddel- und Walzwerke, die später zur Westfälischen Union AG gehörten. Im Jahr 1900 wurde der Bahnhof in Nachrodt eröffnet.
Durch königlichen Erlass wurde im Amt Altena am 1. April 1907 aus seinen beiden Gemeinden Kelleramt und Wiblingwerde die Gemeinde Nachrodt-Wiblingwerde gebildet.
Im Zweiten Weltkrieg war das Gemeindegebiet vom 1. April 1945 an Teil des von den Alliierten eingeschlossenen Ruhrkessels. Nachdem am 15. April die Panzer-Lehr-Division der Wehrmacht in Altena kapituliert hatte, wurde das Gebiet am selben Tag kampflos von der US-Army besetzt.
Im Gegensatz zu vielen anderen Gemeinden kam es bei der kommunalen Neugliederung zwischen 1969 und 1975 zu keinen Gebietsveränderungen in Nachrodt-Wiblingwerde. Im August 1984 verlieh der Regierungspräsident in Arnsberg dem Ortsteil Wiblingwerde die Artbezeichnung Erholungsort. Schwerpunkt sind umgestaltete Bauernhöfe.

### Eingemeindungen
Zum 1. April 1907 wurden die ehemals selbstständigen Gemeinden Kelleramt und Wiblingwerde im Landkreis Altena aufgelöst und zur neuen nicht amtsangehörigen Gemeinde Nachrodt-Wiblingwerde zusammengeschlossen. Kelleramt bekam seinen neuen Namen nach Haus Nachrodt. Es folgten Teilabtretungen des Gemeindegebietes von 0,74 km² an die Stadt Altena am 23. März 1908, 4,22 km² an die Stadt Altena, 0,96 km² an die Stadt Neuenrade und 3,71 km² an die Stadt Werdohl am 1. April 1936, 8 ha an die Stadt Altena am 1. April 1937 sowie 60 ha an die Stadt Altena am 1. April 1960.
Am 1. Januar 1969 trat das Gesetz zur Neugliederung des Landkreises Altena und der kreisfreien Stadt Lüdenscheid in Kraft, welches in § 3 einige Flurstücke von Nachrodt-Wiblingwerde in die Stadt Altena eingliederte. Gleichzeitig wurde der Landkreis Altena aufgelöst und ging im Landkreis, später Kreis Lüdenscheid auf. Das Sauerland/Paderborn-Gesetz löste zum 1. Januar 1975 den Kreis Lüdenscheid auf. Er wurde mit dem Kreis Iserlohn zum heutigen Märkischen Kreis zusammengeschlossen.

### Einwohnerstatistik
| Jahr | Einwohner |
| ---- | --------- |
| 1939 | 4.174     |
| 1950 | 5.725     |
| 1961 | 6.226     |
| 1965 | 6.303     |
| 1970 | 6.819     |
| 1975 | 6.720     |
| 1980 | 6.824     |
| 1985 | 6.525     |
| 1990 | 6.469     |
| 1995 | 6.964     |
| 2000 | 7.011     |

| Jahr | Einwohner |
| ---- | --------- |
| 2005 | 6.890     |
| 2006 | 6.966     |
| 2007 | 6.960     |
| 2008 | 6.848     |
| 2009 | 6.790     |
| 2010 | 6.724     |
| 2011 | 6.634     |
| 2012 | 6.608     |
| 2018 | 6.573     |
| 2022 | 6.466     |

Daten bis 1961: Auf den heutigen Gebietsstand umgerechnete Werte der Volkszählungen 1939, 1950 und 1961. Quelle: LDS NRW
Übrige Daten: Landesdatenbank NRW
Die Einwohnerentwicklung der einzelnen Ortsteile zeigt folgendes Bild:
| Stichtag   | Nachrodt | Obstfeld-Langenstück | Obstfelder Stall-Schmalsgotte | Einsal | Helbecke-Opperhusen | Wiblingwerde | Veserde |
| ---------- | -------- | -------------------- | ----------------------------- | ------ | ------------------- | ------------ | ------- |
| 31.12.2008 | 758      | 1672                 | 1046                          | 1100   | 518                 | 1536         | 373     |
| 31.07.2010 | 711      | 1635                 | 1021                          | 1068   | 497                 | 1523         | 351     |
| 31.12.2011 | 775      | 1592                 | 1018                          | 996    | 485                 | 1545         | 348     |
| 31.12.2016 | 776      | 1508                 | 983                           | 1005   | 479                 | 1580         | 333     |

Quellen: LDS NRW und Gemeinde Nachrodt-Wiblingwerde

## Religion
Gemäß dem Zensus 2011 waren  45,5 % der Einwohner evangelisch, 20,9 %  römisch-katholisch und 33,5 % waren konfessionslos, gehörten einer anderen Glaubensgemeinschaft an oder machten keine Angabe. Die Zahl der Protestanten und Katholiken ist seitdem gesunken. Mit Stand 31. Dezember 2016 hatte Nachrodt-Wiblingwerde 6665 Einwohner, 1365 (20,5 Prozent) Katholiken, 2.698 (40,4 Prozent) Protestanten und 39,1 % hatten entweder eine andere oder gar keine Religionszugehörigkeit.
In Wiblingwerde steht eine evangelisch-reformierte Kirche, die zugehörige Gemeinde ist pfarramtlich mit der evangelisch-reformierten Gemeinde Hohenlimburg verbunden. Eine weitere evangelische Kirche steht im Ortsteil Nachrodt-Obstfeld. Sie gehören zum Kirchenkreis Iserlohn der Evangelischen Kirche von Westfalen.
Die Katholiken in Nachrodt-Wiblingwerde gehören zur Pfarrei St. Matthäus in Altena im Bistum Essen. Filialkirche vor Ort war St. Josef.

## Politik

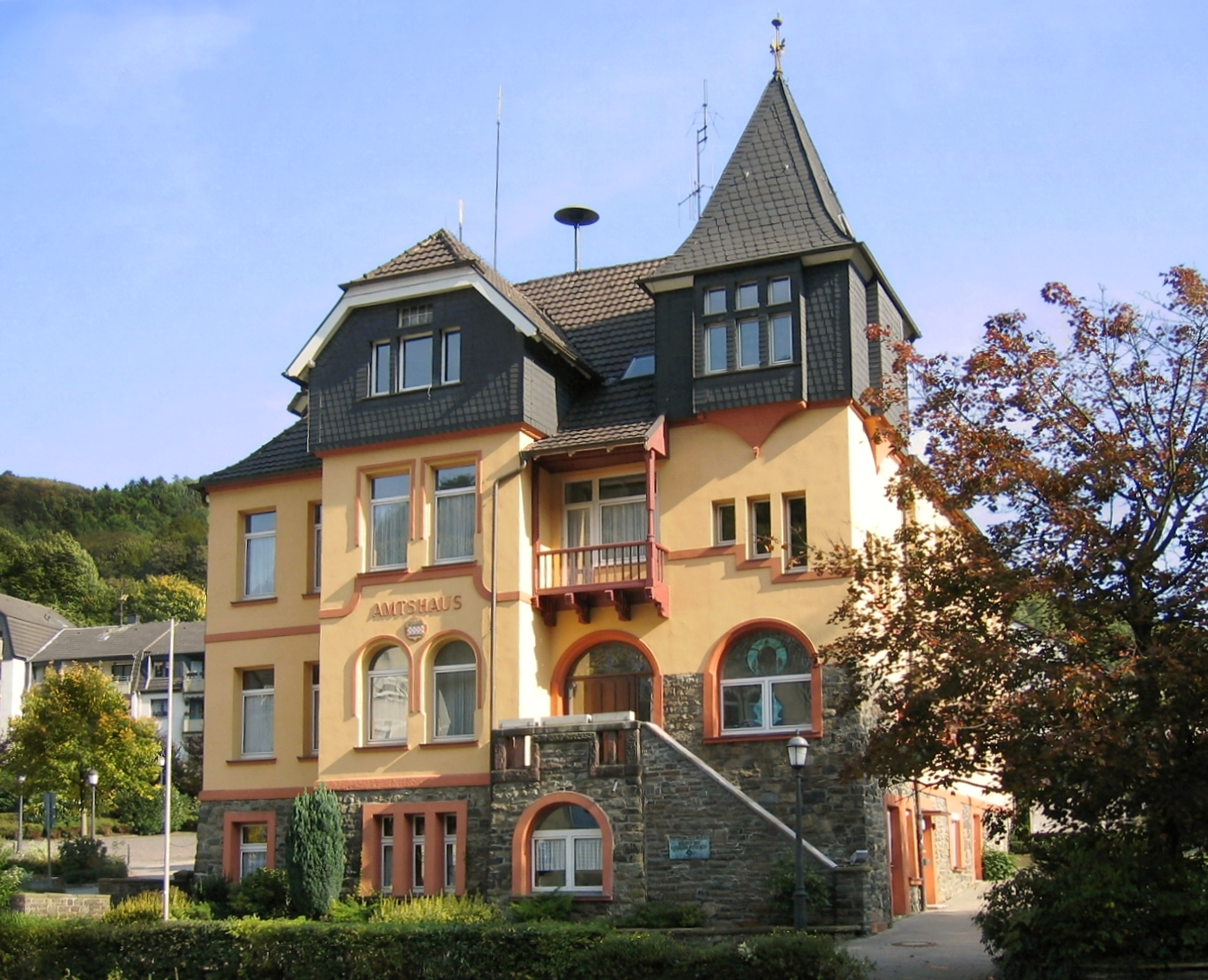
Altes Amtshaus

### Gemeinderat
Die nachfolgende Tabelle gibt einen Überblick über die bei den Wahlen erzielten Sitze.
| Partei         | Sitze | Sitze | Sitze | Sitze | Sitze | Sitze |
| Partei         | 1994  | 1999  | 2004  | 2009  | 2014  | 2020  |
| -------------- | ----- | ----- | ----- | ----- | ----- | ----- |
| CDU            | 9     | 10    | 10    | 8     | 8     | 7     |
| SPD            | 8     | 8     | 8     | 8     | 9     | 6     |
| UWG1           | –     | 4     | 6     | 5     | 5     | 7     |
| Einzelbewerber | –     | –     | –     | –     | –     | 2     |
| OSL2           | –     | –     | –     | 1     | –     | –     |
| Sonstige       | 4     | –     | –     | –     | –     | –     |

1UWG: Unabhängige Wählergemeinschaft 2OSL: Offene Soziale Liste

### Ergebnisse der Landtags-, Bundestags- und Europawahlen
Bei den Parlamentswahlen seit 2005 erhielten die Parteien in Nachrodt-Wiblingwerde folgende Stimmenanteile:
| Partei     | Bundestagswahl 2005 | Bundestagswahl 2009 | Landtagswahl 2010 | Landtagswahl 2012 | Bundestagswahl 2013 | Bundestagswahl 2013 | Europawahl 2014 | Landtagswahl 2017 | Europawahl 2019 |
| ---------- | ------------------- | ------------------- | ----------------- | ----------------- | ------------------- | ------------------- | --------------- | ----------------- | --------------- |
| CDU        | 38,6 %              | 36,6 %              | 33,4 %            | 25,69 %           | 41,71 %             | 37,40 %             | 32,76 %         | 32,57 %           | 31,23 %         |
| SPD        | 50,1 %              | 42,6 %              | 39,5 %            | 47,24 %           | 34,73 %             | 37,96 %             | 34,32 %         | 27,57 %           | 20,99 %         |
| FDP        | 3,2 %               | 7,2 %               | 6,0 %             | 6,78 %            | 3,55 %              | 3,15 %              | 12,21 %         | 13,20 %           | 7,35 %          |
| Die Grünen | 2,4 %               | 4,4 %               | 9,0 %             | 6,35 %            | 5,81 %              | 6,46 %              | 3,14 %          | 4,59 %            | 16,52 %         |
| Die Linke  | 4,3 %               | 7,4 %               | 5,3 %             | ---               | 5,46 %              | 3,63 %              | 3,74 %          | 6,06 %            | 3,35 %          |
| Piraten    | 4,3 %               | 7,4 %               | 5,3 %             | 8,32 %            | 2,13 %              | 2,13 %              | 0,73 %          | 0,30 %            | 0,39 %          |
| AfD        |                     |                     |                   |                   | 3,69 %              | 5,14 %              | 9,17 %          | 11,19 %           | 11,28 %         |
| Sonstige   | 1,4 %               | 1,9 %               | 6,8 %             | 5,60 %            | 2,92 %              | 4,15 %              | 3,95 %          | 4,51 %            | 8,93 %          |

2010
Die Wahlbeteiligung in Nachrodt-Wiblingwerde lag bei der Landtagswahl 2010 bei 60,70 Prozent. Bei den Erststimmen landete in Nachrodt-Wiblingwerde der SPD-Kandidat Michael Scheffler auf dem ersten Platz. Scheffler gewann den Wahlkreis Märkischer Kreis I, zu dem auch die Gemeinde zählt, mit 40,6 % und löste damit den CDU-Kandidaten Thorsten Schick als Abgeordneter im Düsseldorfer Landtag ab.
2012
Die Wahlbeteiligung in Nachrodt-Wiblingwerde lag bei der Landtagswahl 2012 bei 61,25 Prozent. Bei den Erststimmen landete in Nachrodt-Wiblingwerde der SPD-Kandidat Michael Scheffler mit 49,95 % der Stimmen auf dem ersten Platz. Scheffler gewann den Wahlkreis Märkischer Kreis I, zu dem auch die Gemeinde zählt, mit 45,40 % und zog als Direktkandidat wieder in den Düsseldorfer Landtag ein.

### Bürgermeister
- 1968–1984: Wilhelm Mestekämper (SPD)
- 1984–1989: Rudi Draheim (SPD)

- 1999–2004: Herbert Ferreau (Freie Wähler)
- 2004–2007: Friedhelm Schröder (CDU)
- 2007–31. Januar 2012: Beatrix Naujoks (SPD)
- ab Mai 2012: Birgit Tupat (parteilos)

### Ergebnisse der Bürgermeisterwahl 2012
| Partei                      | Bürgermeisterwahl 6. Mai 2012 | Bürgermeisterstichwahl 13. Mai 2012 |
| --------------------------- | ----------------------------- | ----------------------------------- |
| Gerd Schröder (SPD)         | 37,04 %                       | 41,43 %                             |
| Klaus-Dieter Jacobsen (CDU) | 19,88 %                       | ausgeschieden                       |
| Birgit Tupat (parteilos)    | 43,08 %                       | 58,57 %                             |

Die Wahlbeteiligung lag bei der Bürgermeisterwahl am 6. Mai 2012 bei 49,25 % und bei der Bürgermeisterstichwahl am 13. Mai 2012 bei 57,67 %. Gewählt ist somit die parteilose Kandidatin Birgit Tupat.

### Ergebnisse der Bürgermeisterwahl 2018
Die Bürgermeisterwahl fand am 15. April 2018 statt. Einzige Kandidatin war die amtierende Bürgermeisterin Birgit Tupat. Tupat wurde mit 77,25 % im Amt bestätigt. Die Wahlbeteiligung lag bei 28,75 %.
| Stimmbezirk                     | Ja-Stimmen (absolut) | Ja-Stimmen (prozentual) | abgegebene Stimmen | ungültige Stimmen | Wahlbeteiligung (in %) | Anzahl Wahlberechtigter |
| ------------------------------- | -------------------- | ----------------------- | ------------------ | ----------------- | ---------------------- | ----------------------- |
| Amtshaus Nachrodt               | 54                   | 71,05                   | 76                 | 0                 | 9,66                   | 787                     |
| Grundschule Nachrodt            | 76                   | 81,72                   | 93                 | 0                 | 10,93                  | 851                     |
| Sekundarschule Holensiepen      | 98                   | 67,59                   | 147                | 2                 | 16,26                  | 904                     |
| St. Michaelskapelle             | 142                  | 80,68                   | 179                | 3                 | 17,74                  | 1009                    |
| Grundschule Wiblingwerde        | 152                  | 89,94                   | 169                | 0                 | 21,07                  | 802                     |
| Ev. Gemeindehaus Wiblingwerde   | 126                  | 74,12                   | 170                | 0                 | 21,96                  | 774                     |
| Briefwahl I                     | 486                  | 76,06                   | 640                | 1                 |                        |                         |
| gesamtes Gemeindegebiet (Summe) | 1134                 | 77,25                   | 1474               | 6                 | 28,75                  | 5127                    |

### Wappen
| Wappen von Nachrodt-Wiblingwerde | Blasonierung: „Das Wappen der Gemeinde zeigt einen gelben (goldenen) Schild, der in der Mitte durch den einen rotsilbern geschachteten Balken dreigeteilt wird. Unterhalb ist ein blaues Wellenband dargestellt, oberhalb befindet sich eine rote Rose.“                                                                                      |
| Wappen von Nachrodt-Wiblingwerde | Wappenbegründung: Der Schachbalken steht für die frühere Zugehörigkeit zur Grafschaft Mark. Das blaue Wellenband repräsentiert die Lenne. Die rote Rose wurde dem Kirchensiegel des Kirchspiels Wiblingwerde entnommen. Das Wappen wurde von Otto Hupp entworfen und am 17. Oktober 1935 vom Oberpräsidenten der Provinz Westfalen genehmigt. |

## Kultur und Sehenswürdigkeiten

### Theater- und Kulturverein
Die lokale Amateurtheatergruppe ist das 1975 gegründete „Brettken am Drögen Pütt“. Bis 2017 wurde jeden Sommer eine abendfüllende Komödie in der Gaststätte „Zur Rastatt“ und jeden Winter (Adventszeit) ein Märchentheaterstück mit großem Bühnenbild in der Nachrodter „Lennehalle“ aufgeführt.
Um das kulturelle Angebot der Gemeinde Nachrodt-Wiblingwerde zu erweitern wurde der Kulturverein „Kultur-Schock e. V.“ gegründet. Der Verein möchte durch Kabarett/Comedy, Lesungen, Konzerte, Ausstellungen etc. mehr Leben in die Doppelgemeinde bringen.

### Museum
1977 gründete sich der Heimat- und Verkehrsvereins Nachrodt-Wiblingwerde, der sich in der Gemeinde um die Heimat- und Brauchtumspflege kümmert. Im Ortsteil Wiblingwerde entstand neben der Grundschule im ehemaligen Feuerwehrhaus 1990 das örtliche Museum, die sogenannte „Heimatstube“ als Heimatmuseum. Gezeigt werden im Wesentlichen Möbel, Einrichtungs- und Gebrauchsgegenstände aus dem bäuerlichen Haushalt des 19. Jahrhunderts. 1995 wurde das Museum um die Remise für bäuerliches Großgerät erweitert. Auch der seit 1938 direkt nebenan stehende Kornspeicher aus dem 16. Jahrhundert wird vom Heimatverein museal genutzt. Zu sehen sind unter anderem die Einrichtung eines Klassenraums aus den 1950er-Jahren und eine Schusterwerkstatt.

### Musik
Der Männergesangsverein Wiblingwerde 1895 und der MGV Eintracht Veserde, ebenfalls 1895 gegründet, sind die ältesten Gesangvereine im Ort. Der MGV Eintracht Veserde ist seit 1977 ein gemischter Chor. Der Männergesangverein Frohsinn Nachrodt 1904 ist ein Volkslieder-Leistungschor im Deutschen Chorverband.
Die international bekannte Folkrock-Band Elane stammt aus Nachrodt-Wiblingwerde.

### Bauwerke

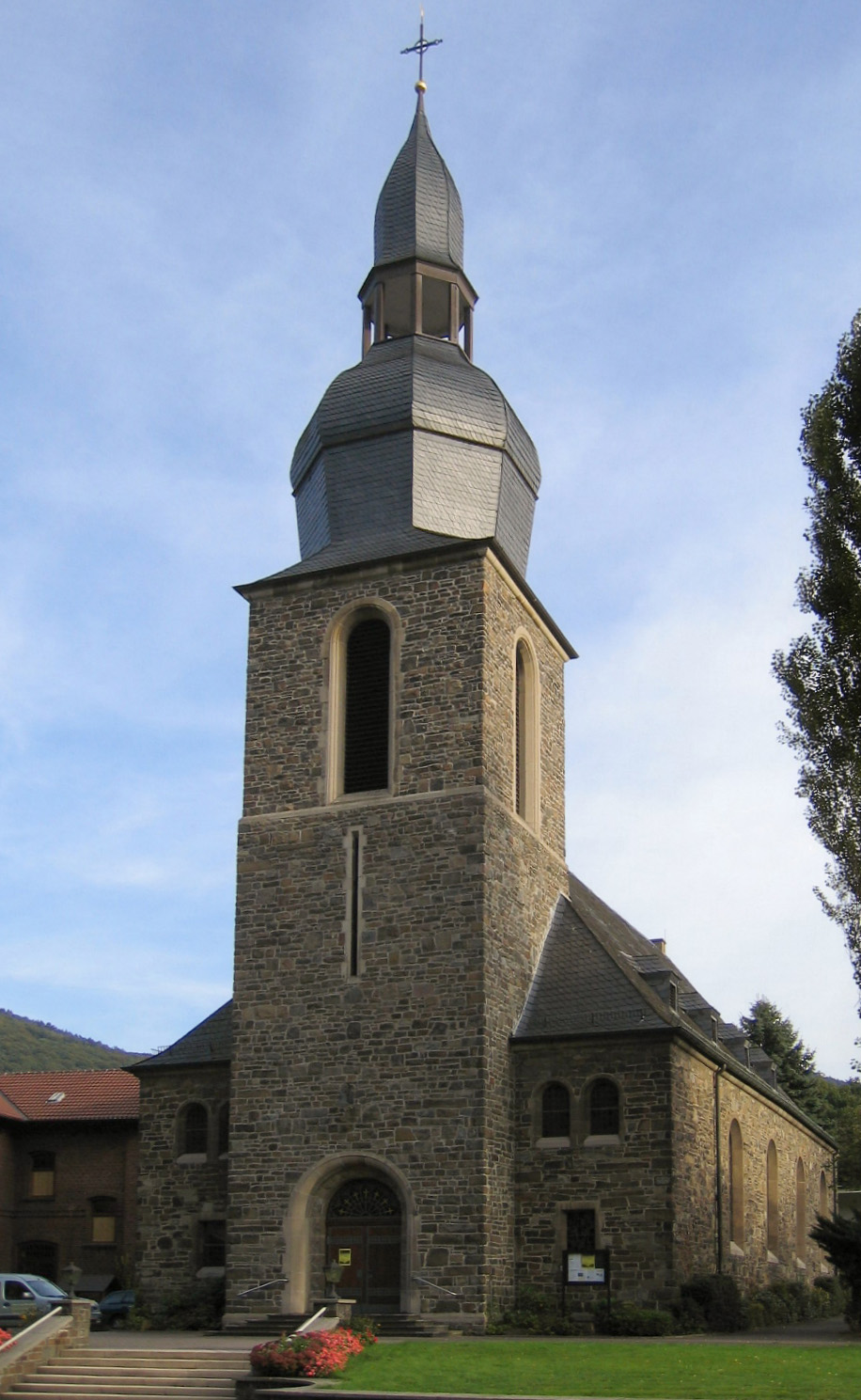
Kirche St. Josef in Nachrodt

Im Ortsteil Nachrodt stehen die katholische Kirche St. Josef und die Evangelische Kirche Nachrodt. Die alte evangelisch-reformierte Dorfkirche St. Johannes befindet sich im Ortsteil Wiblingwerde.

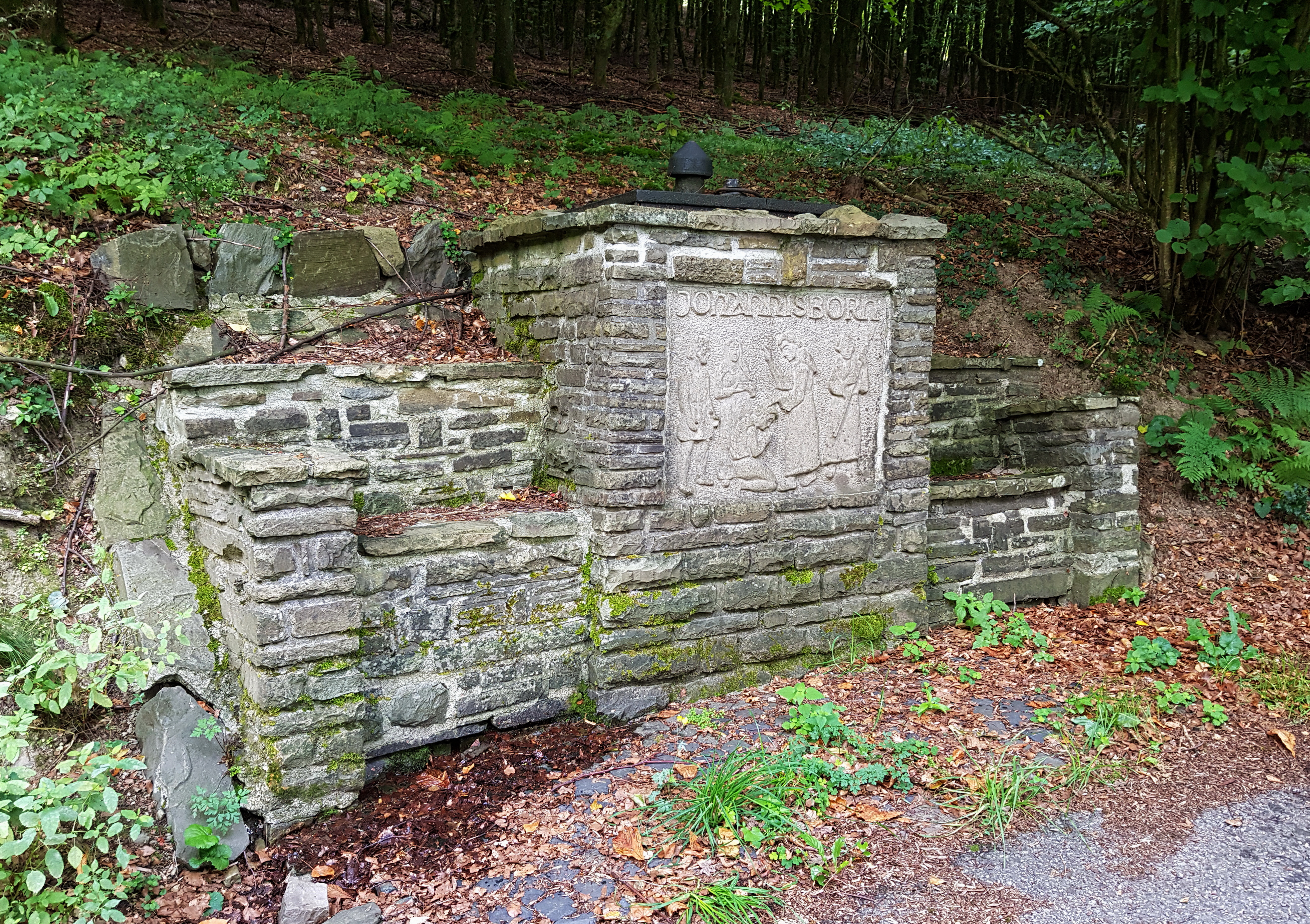
Johannisborn

Zwischen Wiblingwerde und Gut Sassenscheid liegt der Johannisborn, eine dem Glauben nach heilsame Quelle. Es ist das älteste Kulturdenkmal der Gemeinde und Johannes dem Täufer geweiht. Seit Jahrhunderten wurden hier Taufen durchgeführt und das Taufwasser auch in die Johanneskirche in Wiblingwerde gebracht. 1954 wurde die Quelle in Bruchsteine gefasst und ein Steinrelief von Fritz Korte installiert, das eine frühmittelalterliche Taufszene zeigt.
Bemerkenswert ist die Brenscheider Mühle. Diese ursprünglich landesherrliche Bannmühle wurde bereits 1593 erwähnt. Im Jahr 1765 wurde sie vom preußischen Staat verpachtet und 1839 verkauft. Im Jahr 1893 wurde der Wasserbetrieb durch eine Dampfmaschine unterstützt. Die Mühle wurde bis 1952 betrieben und ist heute restauriert und betriebsfähig. In der Nähe liegt eine 1845 errichtete Ölmühle. Auch diese ist bis heute erhalten.

### Natur und Schutzgebiete für die Natur
Aufgrund des basenarm verwitternden Ausgangsgesteins stellen im größten Teil des Gemeindegebietes artenarme und artenreiche Hainsimsen-Rotbuchen-Wälder den potentiell natürlichen Vegetationstyp dar. Obwohl großflächig durch Siedlung, Kulturland und Forsten ersetzt, haben sich doch eindrucksvolle Bestände erhalten, vor allem an den Hängen des Lennetals. In den kleinen Seitentälchen (Siepen) können die Buchenwälder je nach Kleinklima und Bodenfeuchte mit Eichen-Hainbuchen-Wäldern oder Schwarzerlen-Galeriewäldern verzahnt sein.
Vollständig verschwunden sind die großen Heideflächen, welche noch zu Beginn des 20. Jahrhunderts viele Hektar der Wiblingwerder Höhenfläche bedeckten. Als Naturdenkmal zeugt heute allein noch der Wacholderbestand auf dem Lohhagen von dieser historischen Kulturlandschaft. Er wurde bereits in den 1930er Jahren auf Vermittlung der damaligen Landschaftsstelle für Naturschutz Altena-Lüdenscheid unter Schutz gestellt. Heute ist er von einem eindrucksvollen Eichenwald mit hohem Stechpalmenanteil umgeben, der ein wichtiges Naherholungsgebiet mit Waldlehrpfad bildet. Auf dem Gelände dieses Waldlehrpfades gab es im Jahr 2010 über 30 Führungen.
Der Ortsteil Wiblingwerde darf sich, nach der Novellierung des Kurortegesetzes und der Überprüfung im Jahr 2011, weiterhin als „Staatlich anerkannter Erholungsort“ bezeichnen. Die erneute Anerkennung erfolgte unter anderem auch aufgrund des Waldlehrpfades und der vielen markierten und gepflegten Wanderwege.
Das Grünland im Lennetal und auf den Höhen rund um Wiblingwerde zeigt stellenweise Elemente der Glatthaferwiesen, ist aber durch hohen Stickstoffeintrag häufig an Arten verarmt, wenn auch aufgrund der hohen Niederschläge wüchsiger als beispielsweise im Münsterland.

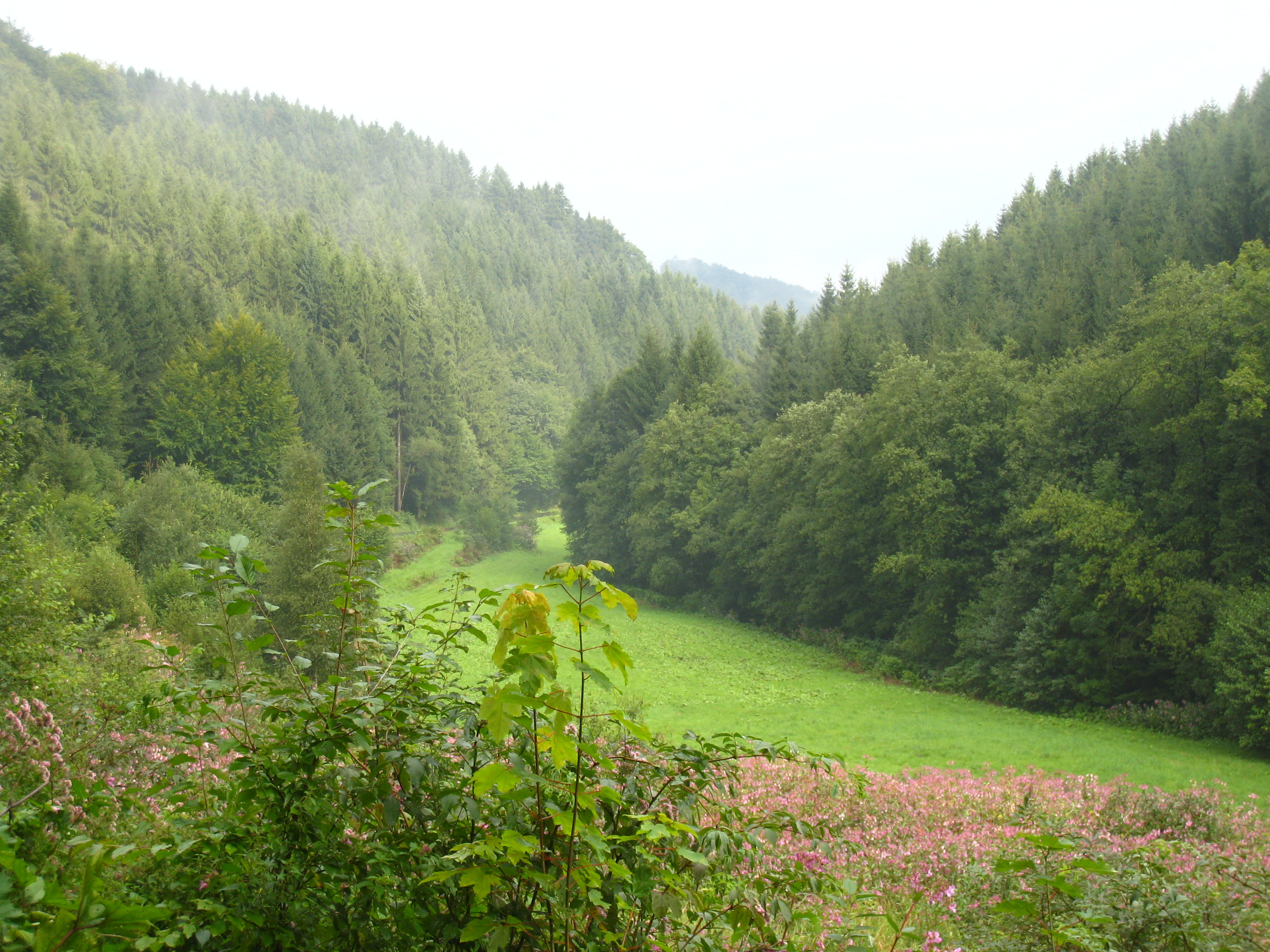
Nahmertal

Stellenweise findet sich in Bachrandlagen, z. B. oberhalb der Brenscheider Mühle oder bei Rohland im Lennetal, noch die Hohe Schlüsselblume. Artenreiche Hainsimsen-Rotbuchen-Wälder bei Finkingsen beherbergen in ihrer Krautschicht Geflecktes Lungenkraut, Gefleckten Aronstab, Buschwindröschen und Scharbockskraut, reichen in ihrem Artenreichtum aber nicht an Waldmeister-Buchenwälder der Massenkalkzone weiter im Norden heran.
Als Eiszeitrelikt findet sich im Tiefenbach bei Finkingsen eine stenotherme Rotalge (Gattung Hildebrantia).
Die Tierwelt zeichnet sich vor allem durch teilweise überregional bedeutsame Amphibienvorkommen aus. Als FFH-Art ist die Geburtshelferkröte (Alytes obstetricans) noch an mehreren Stellen im Gemeindegebiet vertreten. Molche, wie Bergmolch und Fadenmolch, besiedeln in kleineren Populationen verschiedene Gewässertypen der Kulturlandschaft. Auch der wärmeliebende Teichmolch dringt von Norden her in das Gemeindegebiet ein, bleibt aber selten und ist nur an wenigen Fundpunkten auf der Wiblingwerder Hochfläche sowie im Lennetal zu finden. Fast überall häufig, obschon nicht allzu oft sichtbar ist der Feuersalamander, welcher früher auch als Erdmolch bezeichnet wurde.
Aufgrund der abwechslungsreichen und deckungsreichen Struktur der Kulturlandschaft finden sich in Nachrodt-Wiblingwerde sowohl Offenland als auch Wald bewohnende Brutvogelarten. Weihnachtsbaumplantagen werden von Goldammer und Fitis besiedelt. Vier Spechtarten bewohnen vorwiegend die Hochwälder an den Hängen des Lennetales. Waldschnepfe und Schwarzstorch lassen sich mit Glück in den Bacheinschnitten im östlichen Bereich der Wiblingwerder Hochfläche etwa zwischen Oevenscheid, Sassenscheid, Hallenscheid bis Nordhelle beobachten.
Im Lennetal brüten unter anderem Eisvogel, Gebirgsstelze und Wasseramsel. Die Lenne ist zurzeit (Oktober 2009) im Bereich Einsal nur gering organisch belastet. Dies zeigt unter anderem das Auftreten des Bachflohkrebses und der Blauflügel-Prachtlibelle.
Das Stadtgebiet gehört teilweise zum Naturpark Sauerland-Rothaargebirge. Flächen außerhalb der bebauten Ortsteile und des Geltungsbereichs eines Bebauungsplans sind als Landschaftsschutzgebiet ausgewiesen, sofern kein höherer Schutzstatus wie beispielsweise Naturschutzgebiet (NSG) besteht. Im Stadtgebiet wurden die fünf NSG's Naturschutzgebiet Lohagen mit 2,16 ha, Naturschutzgebiet Tiefenbach mit 8,17 ha, Naturschutzgebiet Klippkes mit 45,8 ha, Naturschutzgebiet Klief mit 27 ha und Naturschutzgebiet Pragpaul mit 70,17 ha ausgewiesen. Das Naturschutzgebiet Pragpaul liegt teilweise im Stadtgebiet von Altena.

### Wanderwege
Die Gemeinde besitzt ein dichtmaschiges Wanderwegenetz. 32 Rundwanderwege von 5 bis 20 Kilometer Streckenlänge werden von dem Heimat- und Verkehrsverein Nachrodt-Wiblingwerde betreut, weitere 14 wurden von einem privaten Hotelleriebetrieb eingerichtet. Dazu kommen mehrere Wege des Sauerländischen Gebirgsvereins, die von den Nachbargemeinden nach Nachrodt-Wiblingwerde führen oder das Stadtgebiet berühren. Durch den Ortsteil Wiblingwerde führt der Plackweg, eine Hauptwanderstrecke des Sauerländischen Gebirgsvereines.

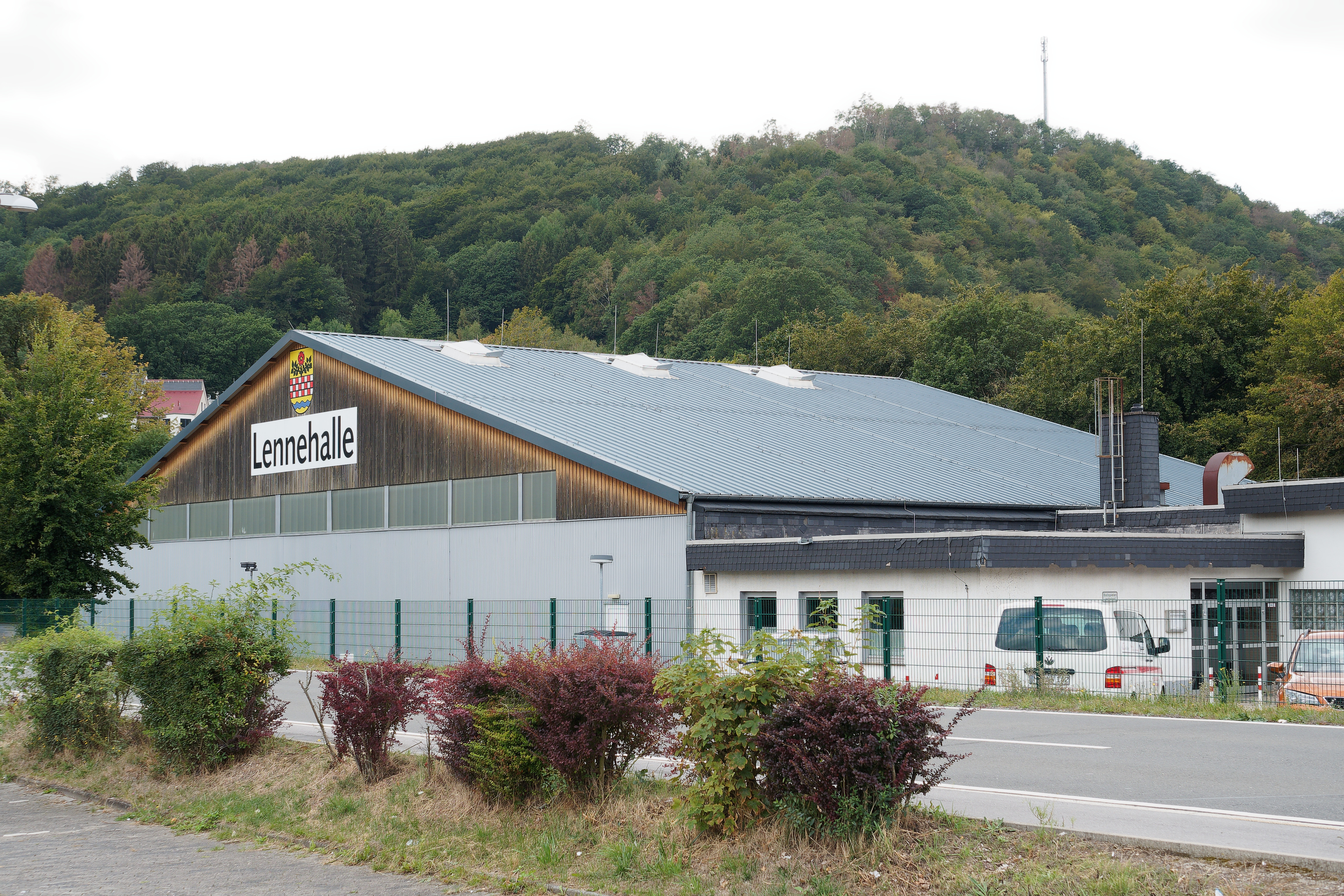
Die Lennehalle in Nachrodt

### Sport
Die Gemeinde verfügt über das Wilhelm-Mestekämper-Stadion im Ortsteil Nachrodt, einen Sportplatz im Ortsteil Wiblingwerde, zwei Turnhallen und eine Mehrzweckhalle, die „Lennehalle“. Im Ortsteil Nachrodt befindet sich das Gartenhallenbad Holensiepen. Für den dauerhaften Erhalt des Hallenbades gründete sich Ende 2007 ein Förderverein.
Folgende Sportvereine sind in Nachrodt-Wiblingwerde aktiv: Betriebssportgemeinschaft Walzwerke Einsal, DLRG-Ortsgruppe Nachrodt-Wiblingwerde, Sportvereinigung Nachrodt 1919, Tennisclub Blau-Gold Einsal, Turn- und Spielverein Nachrodt-Obstfeld 1891, SC Nachrodt-Wiblingwerde und der Turnverein Wiblingwerde von 1912.

### Regelmäßige Veranstaltungen

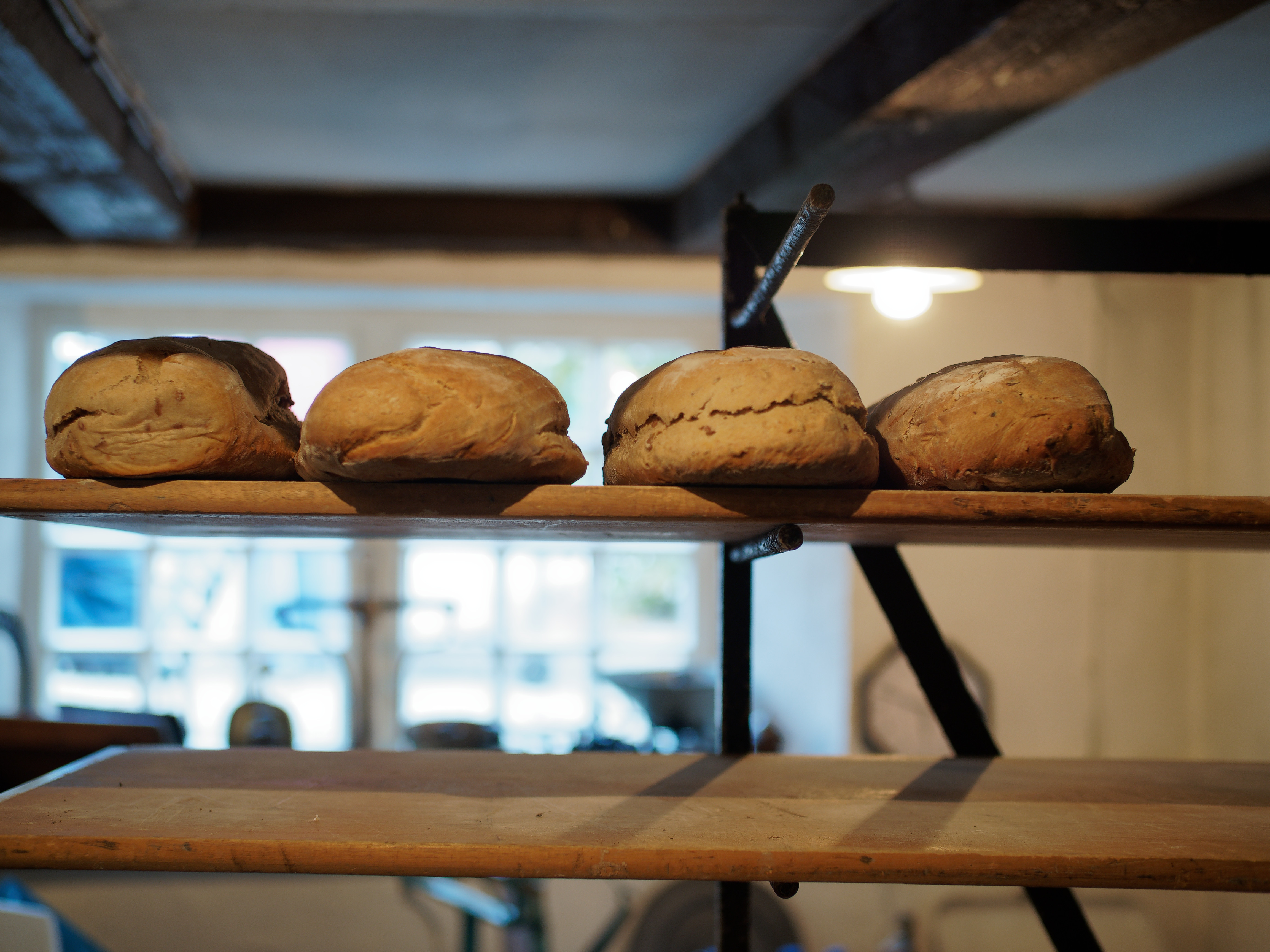
Frische Brote am Mühlenbacktag

Zu einer regelmäßig wiederkehrenden Veranstaltung gehört seit 1984 der Mühlenbacktag mit kleinem Landmarkt, der die Sommersaison an der Brenscheider Kornmühle eröffnet. Von Mai bis Oktober finden in der Mühle jeden ersten Samstag im Monat Backvorführungen statt.
Am 1. Mai eines jeden Jahres wird auf dem Dorfplatz Wiblingwerde ein Maibaum in Form einer mit bunten Bändern geschmückten Birke aufgestellt. Die Veranstaltung endet mit einem nachmittäglichen Kaffeetrinken in der Heimatstube.
Seit 1990 veranstaltet der örtliche Heimatverein im Ortsteil Wiblingwerde am ersten Sonntag im Oktober das Erntedankfest mit frisch geernteten Früchten des Feldes, Speisen, Getränken und Verkaufsständen mit landwirtschaftlichen Erzeugnissen.
Am Abend vor dem ersten Advent wird an der evangelisch-reformierten Kirche Wiblingwerde von Kindergartenkindern, Schülern der Grundschule, Sängern der örtlichen Chöre Veserde und Wiblingwerde zusammen mit der Bevölkerung der Adventskranz aufgehängt und es findet das sogenannte „Ansingen zum 1. Advent“ statt.

## Wirtschaft und Infrastruktur
Die Wirtschaftsstruktur unterscheidet sich im Gemeindegebiet teilweise stark. Insbesondere im Lennetal um Nachrodt existiert ein meist mittelständisches produzierendes Gewerbe insbesondere im Bereich der Metallverarbeitung. Dagegen gibt es in Wiblingswerde nur vergleichsweise wenig Gewerbe. In einigen Ortschaften spielt die Landwirtschaft auch noch eine gewisse Rolle. Im Jahr 2002 gab es in der Gemeinde 1112 sozialversicherungspflichtige Beschäftigte. Davon waren 575 im produzierenden Gewerbe, 168 im privaten Dienstleistungssektor, 96 im Baugewerbe und 95 im Handel tätig.

### Verkehr

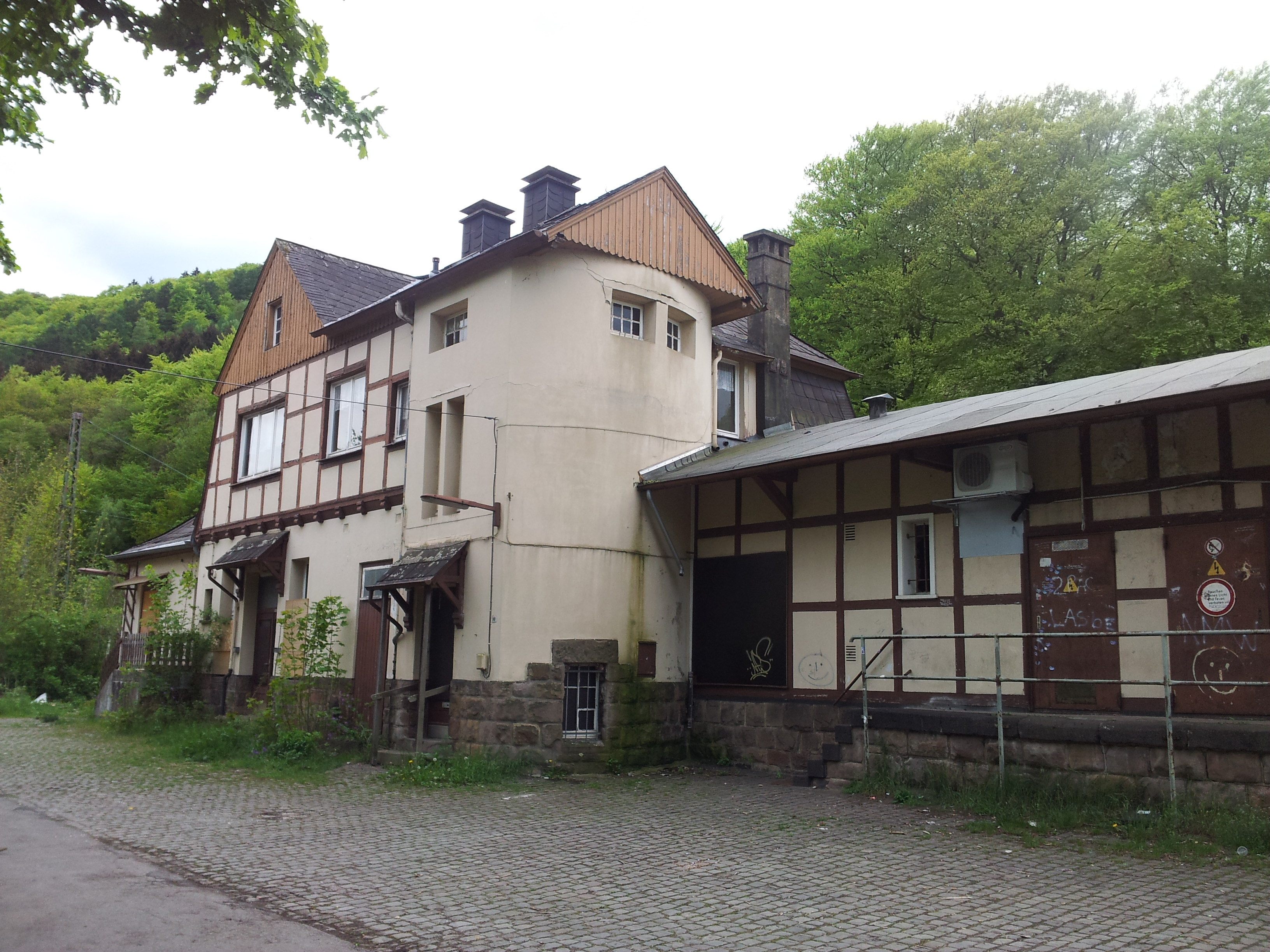
Ehemaliger Bahnhof Nachrodt

Durch das Lennetal verläuft die B 236 auf einer Länge von 6,3 km im Gemeindegebiet. Der nächste Autobahnanschluss ist Iserlohn-Oestrich an der A 46 (ca. 5 km). Die Landesstraße L 692 führt über 9,5 km von Nachrodt über Wiblingwerde Richtung Lüdenscheid.
Der öffentliche Personennahverkehr wird heute mit Bussen durchgeführt; die Linien werden durch die Märkische Verkehrsgesellschaft (MVG) und die Hagener Straßenbahn (HST) betrieben: Hinzu kommt der Bürgerbus Nachrodt-Wiblingwerde.
| Linie         | Betreiber       | Linienweg | montags-freitags              | sams-, sonn- und feiertags      |
| ------------- | --------------- | --- | ----------------------------- | ------------------------------- |
| Schnellbus S1 | MVG             | Lüdenscheid – Altena – Nachrodt, Amtshaus – Nachrodt, Einsal – Iserlohn                                                             | alle 60 min                   | –                               |
| Bus 37        | MVG             | Lüdenscheid – Altena – Nachrodt, Amtshaus – Nachrodt, Einsal – Iserlohn-Letmathe                                                    | alle 30 min                   | Sa: alle 30 min So: alle 60 min |
| Bus 49        | MVG             | Iserlohn, Lasbeck – Nachrodt, Amtshaus – Nachrodt, Holensiepen – Rennerde – Wiblingwerde – Schalksmühle, Sonnenscheid – Lüdenscheid | einzelne Schulfahrten         | –                               |
| Bus 249       | MVG             | Iserlohn, Lasbeck – Nachrodt, Amtshaus – Nachrodt, Holensiepen – Altena                                                             | einzelne Schulfahrten         | –                               |
| Bus 539       | HST             | Wiblingwerde – Veserde – Hagen, Unternahmer – Hagen, Oege – Hagen Hohenlimburg Bf (– Hagen, Elsey – Hagen, Reh als Linie 530)       | alle 120 min, mit Verstärkern | alle 120 min, so vereinzelt     |
| Bürgerbus 1   | Bürgerbusverein | Nachrodt, Apotheke – Nachrodt, Einsal – Nachrodt, Holensiepen – Rennerde – Wiblingwerde                                             | kein Taktangebot              | –                               |
| Bürgerbus 2   | Bürgerbusverein | Nachrodt, Apotheke – Nachrodt, Einsal – Nachrodt, Holensiepen – Altena                                                              | 2–3 Fahrten täglich           | –                               |
| Bürgerbus 3   | Bürgerbusverein | Nachrodt, Bahnhofsbrücke – Nachrodt, Holensiepen                                                                                    | 1 Fahrt täglich               | –                               |
| Bürgerbus 4   | Bürgerbusverein | Wiblingwerde – Brenscheid – Sassenscheid                                                                                            | 5 Fahrten, nur bei Bedarf     | –                               |

(Stand: Juni 2021)
Im Gemeindegebiet gilt der Westfalentarif, lediglich auf der Linie 539 von und nach Hagen gilt auch der Tarif des Verkehrsverbundes Rhein-Ruhr.
Zwar verläuft die Ruhr-Sieg-Strecke durch Nachrodt-Wiblingwerde, doch es existiert hier seit Jahrzehnten kein Personenbahnhof mehr.  Die nächsten Bahnhöfe sind in Letmathe und Altena. Seit einigen Jahren wird überlegt, den ehemaligen Haltepunkt im Stadtteil Einsal zu reaktivieren.

### Medien
Im Gemeindegebiet erscheint die Tageszeitung Altenaer Kreisblatt.
Der Märkische Zeitungsverlag Lüdenscheid stellt online Lokalmeldungen zur Gemeinde auf der Plattform come-on.de bereit.
Radio MK ist über Antenne auf 90,8 MHz und über Kabel auf 92,15 MHz zu empfangen.

### Öffentliche Einrichtungen

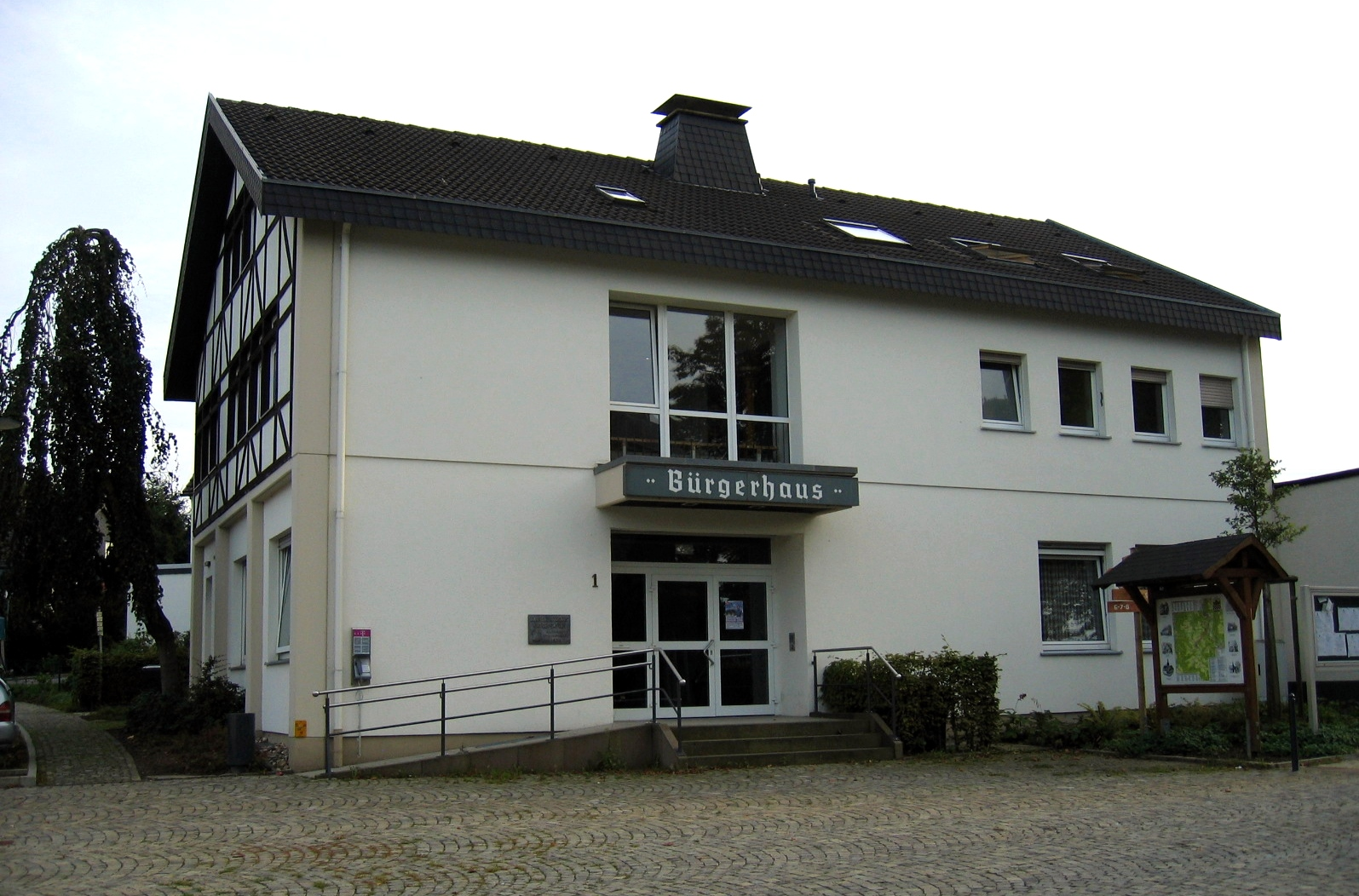
Bürgerhaus Wiblingwerde

Das Jugendheim „Auf dem Ahorn“ in Wiblingwerde ist eine Ferien- und Tagungsstätte des Bundes Evangelisch-Freikirchlicher Gemeinden, in der unter anderem jährlich an Fronleichnam der traditionelle Westfälische Gemeindetag stattfindet.
Das „Haus am Lohagen“ ist ein Freizeitheim in Trägerschaft des VCP. Es befindet sich in ruhiger Lage an einem Waldhang nahe Wiblingwerde.
Die medizinische Notfallversorgung der Gemeinde erfolgt nach einem Rettungsdienstbedarfsplan des Märkischen Kreises unter anderem durch die umliegenden Krankenhäuser: das Marien-Hospital in Letmathe und das Krankenhaus in Hohenlimburg-Elsey.

### Bildung
Es existieren zwei allgemeinbildende Schulen. Die Gemeinschaftsgrundschule betreibt zwei Standorte in Nachrodt (zweizügig) und in Wiblingwerde (einzügig). Die Sekundarschule Altena/Nachrodt-Wiblingwerde hat in der Gemeinde den Teilstandort 1, in dem die Klassen 5–7 unterrichtet werden. Zum 15. Oktober 2021 besuchten etwa 640 Kinder die Schulen in der Gemeinde, davon waren etwa 265 in der Grundschule.
Im Bereich der Erwachsenenbildung ist die Gemeinde Mitglied im Verbund der „Volkshochschule Lennetal“. Auch besteht eine Stadtbücherei.

## Persönlichkeiten

### Söhne und Töchter
- Anton Wilhelm von Zuccalmaglio (1803–1869), Dichter und Volksliedforscher
- Viktor C. Eduard Schnitzler (1862–1934), Rechtsanwalt und Mitglied des Preußischen Abgeordnetenhauses
- Heinz Wehner (1908–1945), Jazzmusiker
- Peter Meier-Bergfeld (1950–2019), Journalist und Publizist